# Baron (Oise)
Baron é uma comuna francesa na região administrativa de Altos da França, no departamento de Oise. Estende-se por uma área de 21.47 km². Em 2010 a comuna tinha 780 habitantes (densidade: 36,3 hab./km²).